# Гэрис, Дженнифер
Дже́ннифер Линн Гэ́рис (англ. Jennifer Lynne Gareis; род. 1 августа 1972, Ланкастер, Пенсильвания) — американская актриса и  фотомодель.

## Биография

### Ранние годы и карьера
Дженнифер Линн Гэрис родилась 1 августа 1970 года в Ланкастере (штат Пенсильвания, США).
Дженнифер начала свою карьеру в качестве модели в 1992 году, приняв участие в своём первом конкурсе красоты и заняв призовое место.
С 1996 года также снимается в кино.

## Личная жизнь
С 7 марта 2010 года Дженнифер замужем за Бобби Гэссеми. У супругов есть двое детей — сын Гэвин Блейза Гэрис-Гэссеми (род.11.06.2010) и дочь София Роуз Гэрис-Гэссеми (род.29.06.2012).

## Избранная фильмография
| Год       |   | Русское название     | Оригинальное название      | Роль                      |
| --------- | - | -------------------- | -------------------------- | ------------------------- |
| 1996      | ф | У зеркала два лица   | The Mirror Has Two Faces   | имя персонажа неизвестно  |
| 1997—2004 | с | Молодые и дерзкие    | The Young and the Restless | Грэйс Тёрнер              |
| 2000      | ф | 6-й день             | The 6th Day                | виртуальная подруга Хэнка |
| 2000      | ф | Мисс Конгениальность | Miss Congeniality          | Тина                      |
| 2002      | ф | Морское приключение  | Boat Trip                  | Шери                      |
| 2005      | с | Вероника Марс        | Veronica Mars              | Чейенн                    |
| 2006—2012 | с | Дерзкие и красивые   | The Bold and the Beautiful | Донна                     |